# Croix de carrefour de La Frédière
La croix de carrefour de La Frédière est un croix de carrefour située à La Frédière (Saint-Hilaire-de-Villefranche), dans le département français de la Charente-Maritime en région Nouvelle-Aquitaine.

## Historique
Le calvaire est inscrit au titre des monuments historiques par arrêté de 2008.